# Парк курорту «Немирів»
Парк куро́рту «Неми́рів» — парк-пам'ятка садово-паркового мистецтва місцевого значення в Україні. Розташований у межах Яворівського району Львівської області, на захід від смт Немирів. 
Площа 26 га. Статус надано згідно з рішенням виконкому Львівської обласної ради від 9 жовтня 1984 року № 495. Перебуває у віданні адміністрації курорту «Немирів». 
Статус надано для збереження давнього парку, закладеного на території санаторію «Немирів». У межах парку розташовані пам'ятки природи: Немирівський 1000-річний дуб, Джерело № 1 курорту «Немирів», Джерело № 2 курорту «Немирів», Джерело № 3 курорту «Немирів», Джерело № 5 курорту «Немирів», Джерело № 6 курорту «Немирів».